# 瓦氏蝰魚
瓦氏蝰魚（学名：Chauliodus vasnetzovi）为輻鰭魚綱巨口鱼目巨口鱼科的其中一種。分布於東南太平洋的智利海域，為深海魚類，棲息深度0-500公尺，體長可達23.5公分。

## 外部連結
- 瓦氏蝰魚的圖片[永久]

## 扩展阅读
維基物種上的相關：施氏蝰魚